# Едфу
Едфу (арап. إدفو) је град у Египту у гувернорату Кена. Према процени из 2008. у граду је живело 122.031 становника. Едфу се налази на обали реке Нил између Есне и Асуана. У граду се налази птолемејски храм бога Хоруса и античко насељe Тел Едфу. Око 5 км сјеверно од Едфуа налазе се и остаци древних пирамида.
Храм у Едфуу, саграђен је између 237. и 57. године п. н. е. Ово је најочуванији храм у Египту. Изграђен је у време Клеопатре VII, задње краљице Египта, која је себе на храму дала приказати као Изиду, а свог сина Цезариона као Хоруса. Сваке се године кип богиње Хатор носио из Дендере у Едфу током „Прославе лепог сусрета“.

## Становништво
Према процени, у граду је 2008. живело 122.031 становника.
| 1986.  | 1996.  | 2006.   |
| ------ | ------ | ------- |
| 46.163 | 94.228 | 115.946 |